# Cordia millenii
Cordia millenii är en strävbladig växtart som beskrevs av John Gilbert Baker. Cordia millenii ingår i släktet Cordia, och familjen strävbladiga växter. Inga underarter finns listade i Catalogue of Life.